# Mirosław Wójcik (saksofonista)
Mirosław Wójcik (ur. 26 marca 1942) – polski saksofonista i klarnecista jazzowy i big beatowy, kompozytor.

## Kariera muzyczna
Karierę muzyczną rozpoczął jako 15-latek, grając na saksofonie w zespole Orkiestry Telewizji Katowice pod kier. Ireneusza Wikarka. W latach 1959–1962 występował z Zespołem Jazzowym Zygmunta Wicharego, gdzie wokalistą był Bogusław Wyrobek. Ze składem tym nagrał opublikowaną w lipcu 1960 roku pierwszą płytę rock and rollową w Polsce. W latach 1962–1963 był jednocześnie członkiem grupy Czerwono-Czarni, zespołu Janusza Senta i orkiestry radiowej Bogusława Klimczuka. Występował także w orkiestrze pod dyr. Jerzego Haralda. W 1963 roku założył własny zespół pod nazwą Daltoniści, w którym śpiewał Wojciech Gąssowski. Ponadto komponował muzykę do piosenek, które wykonywali m.in.: Karin Stanek (Wio, Kary, Piosenka o warkoczykach) i Wojciech Gąssowski (Chcę spotkać cię). W 1966 roku wyjechał na kontrakt do Finlandii z zespołem rozgłośni gdańskiej „Albatros”. Przez wiele lat grał w rozmaitych składach formacji skandynawskich, jednocześnie pracując jako nauczyciel w klasie jazzu i rock and rolla. Mieszka i pracuje w szkole muzycznej w Sztokholmie.

## Wybrana dyskografia

### Z Zespołem Jazzowym Zygmunta Wicharego
- 1960: Bogusław Wyrobek – Diana (EP Pronit)
- 1961: First In Line (EP Pronit)
- 1961: Dixieland, swing and rock (LP Muza)
- 1961: Summertime (LP Pronit)
- 1962: Bogusław Wyrobek – Twist Around The Clock (EP Muza)
- 1991: Różni wykonawcy – Złote Lata Polskiego Beatu 1959-61 (LP/MC Muza)
- 2000: Bogusław Wyrobek – Legenda (CD Muza)
- 2010: Różni wykonawcy – Był Rock and Roll (CD Muza)
- 2012: Bogusław Wyrobek – Legenda rock and rolla (CD Muza)
- 2012: Zygmunt Wichary i jego soliści (2xCD Muza)